# De Wolf en de Zeven Geitjes (Efteling)
De Wolf en de Zeven Geitjes is een uitbeelding van het sprookje De Wolf en de Zeven Geitjes in het Sprookjesbos in het Nederlandse attractiepark de Efteling. Het is het twaalfde sprookje op de route door het Sprookjesbos en ligt tussen Draak Lichtgeraakt en Hans en Grietje.

## Uitbeelding

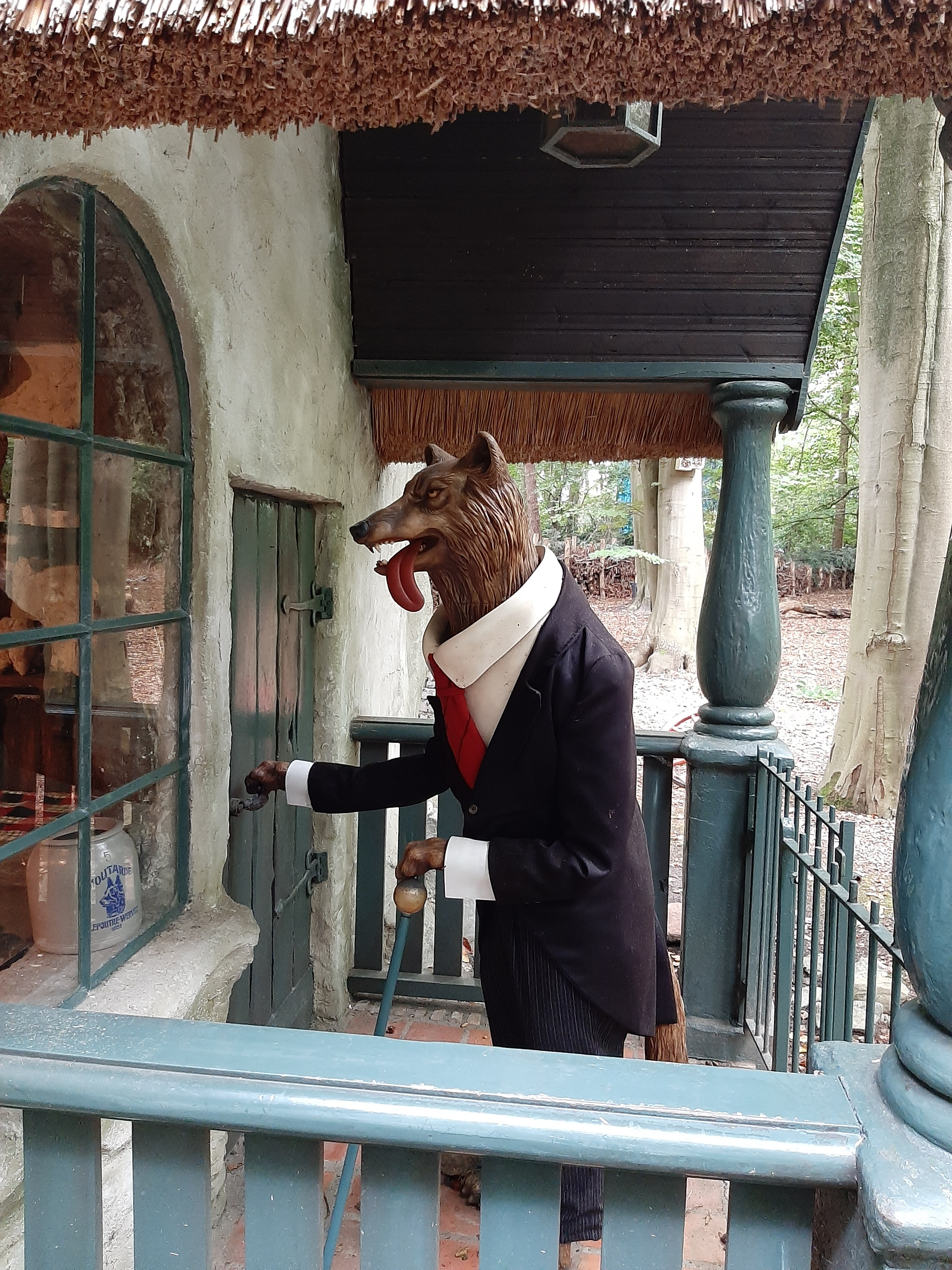
De wolf bij de voordeur.

Langs de aanlooproute staat moedergeit onder een afdak. Ze is onderweg naar de markt. De draagt twee rieten manden. Moedergeit is gekleed in een jurk met een omslagdoek. Achter moedergeit ligt een bospad richting het huis en een waterput. Aan het stenen huis grenst een gaanderij. Deze is via drie poorten te betreden. Boven een van de poorten is in een nis de sculptuur van een geit zichtbaar. De geit houdt een wapenschild in poten. Op het wapenschild staat een knolraap afgebeeld. De achtergrond van het schild is rood gekleurd. Boven een andere poort staat een bokachtig figuur in het pleisterwerk afgebeeld. In een van de hoeken van het huis is een gezicht verwerkt in. Het hoofdhaar van het figuur loopt over in het dak. Ook heeft het gezicht een baard en snor. 
Via de gaanderij kunnen bezoekers de eerste ruimte van het huis inkijken. Dit is een met muizen bevolkte slaapkamer. Er staan een vijf bedjes van hout met stro erin. Er zijn echter zeven geitjes. Op de vloer ligt speelgoed zoals een modeltrein en houten blokken. Ook staat er rieten mand en een tafel met krukken. Te zien is dat de muizen met het speelgoed spelen, zich verstoppen in een lade en op tafel lopen. In totaal zijn er twintig muizen aanwezig.
In de tweede ruimte, de huiskamer, ziet men zes van de zeven geitenkinderen ganzenbord spelen aan de tafel. Op de achtergrond staat een klok waarin het zeven geitje zich verstopt heeft. Op de klok zijn drie kabouterhoofden bevestigd die angstig heen en weer kijken. Buiten bij de voordeur staat onder een afdak de Boze Wolf. Hij draagt een zwart park, rode stropdas en heeft een wandelstok in zijn hand. Hij probeert de voordeur te openen met de deurklink. 

## Geschiedenis
Het kijktafereel is het laatste sprookje dat ontworpen is onder leiding van Anton Pieck. Hierbij baseerde hij zich op de tekeningen die hij al eerder in 1942 had ontworpen. De bouw van het sprookje was voor alle bezoekers te volgen, omdat de bouw plaatsvond in het zomerseizoen van het park. Het sprookje opende in 1973 voor het publiek. De muizen in de slaapkamerscène werden drie jaar later in 1975 toegevoegd. Deze toevoeging kostte destijds ƒ 80.000. In 1988 wordt de statische wolf vervangen door een bewegend figuur. Twaalf jaar later, in 2000, werd er een eekhoorn op het dak van het huis geplaatst en zijn er sindsdien ogen zichtbaar onder een bed in de huiskamer. In een deel van 2024 en 2025 was er een tijdelijke tentoonstelling in het Anton Pieck Museum over De Wolf en de Zeven Geitjes. Tijdens de tentoonstelling waren een aantal objecten uit het archief van de Efteling te zien. In november van datzelfde jaar begon de Efteling met een grote renovatie aan het sprookje.